# Ruth Jones (Politikerin)

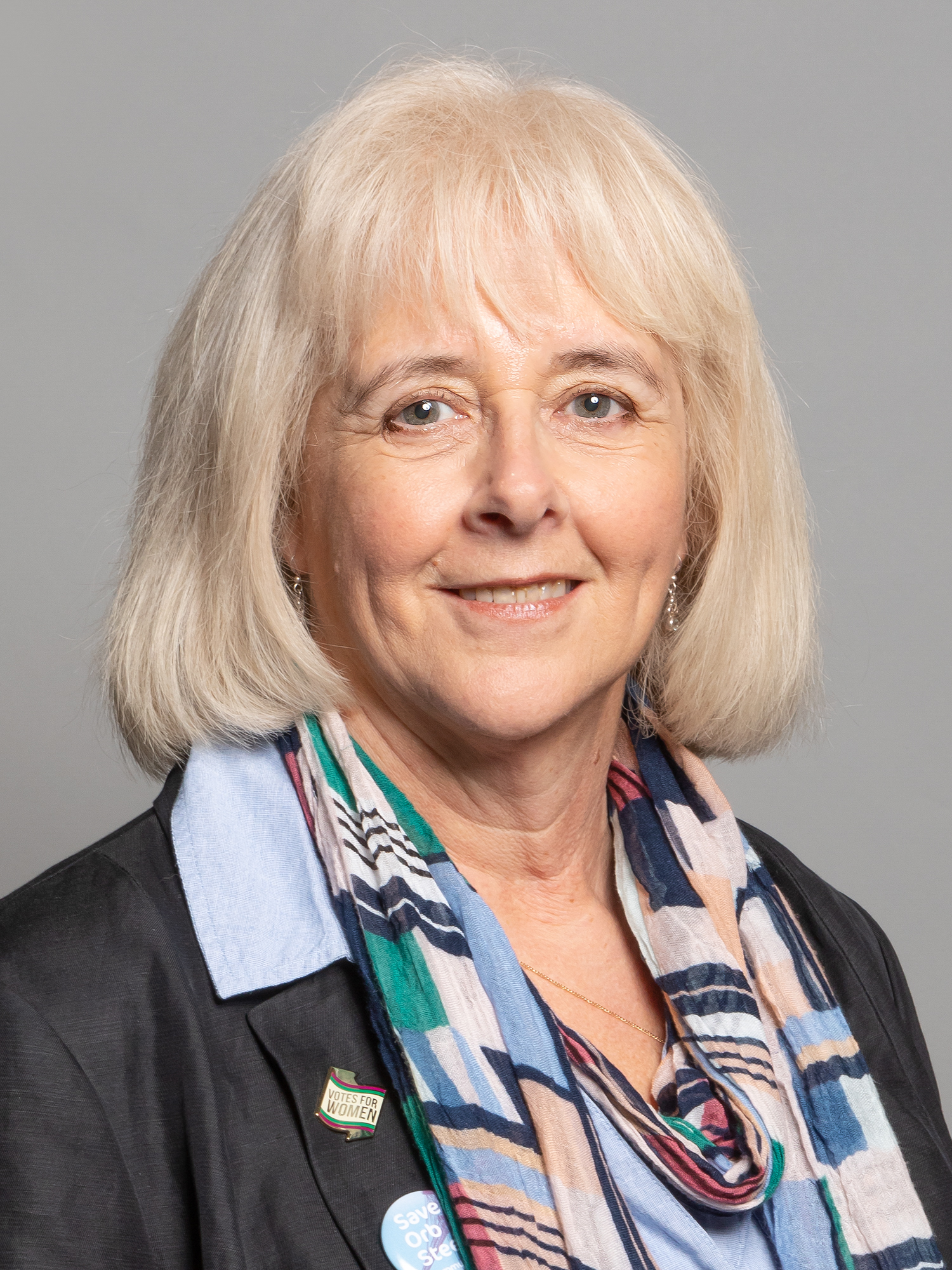
Ruth Jones

Ruth Jones (geboren 1962 oder 1963 in Newport) ist eine britische Gewerkschafterin und Politikerin der Labour Party.
Jones wuchs in der zu Newport gehörenden Gemeinde (Community) Gaer in Wales auf. Nach ihrem Schulabschluss machte sie eine Ausbildung zur Physiotherapeutin und arbeitete anschließend für mehr als 30 Jahre für den NHS in diesem Beruf. Zugleich war sie gewerkschaftlich engagiert, 2007 wurde sie zur Präsidentin des walisischen Landesverbandes des Trades Union Congress gewählt. Ab 2016 war sie hauptberuflich für die für ihren Beruf zuständigen Gewerkschaft Chartered Society of Physiotherapy tätig.
Nachdem Jones bei den Wahlen 2015 und 2017 im Wahlkreis Monmouth vergeblich für einen Sitz im britischen Unterhaus kandidiert hatte, gelang ihr am 4. April 2019 bei der durch den Tod ihres Parteigenossen Paul Flynn notwendig gewordenen Nachwahl im Wahlkreis Newport West mit 39,6 Prozent der abgegebenen Stimmen der Sprung ins Parlament. Die zu diesem Zeitpunkt 56-Jährige konnte sich dabei gegen 10 Gegenkandidaten, darunter den ehemaligen Unterhausabgeordneten und heutigen Abgeordneten der Nationalversammlung für Wales, Neil Hamilton (UKIP, davor Conservative Party), durchsetzen. Bei der Unterhauswahl im Dezember 2019 konnte sie ihr Mandat trotz Verlusten in Höhe von 8,6 Prozentpunkten verteidigen.
Jones hat Kinder, sie lebt mit ihrem Mann in der Gemeinde Allt-yr-yn in der Principal Area Newport.